# Gazownia w Łodzi
Gazownia w Łodzi – gazownia znajdująca się w Łodzi przy ul. Targowej 18.

## Historia

### Sytuacja w mieście w połowie XIX wieku
W 1860 r. Łódź liczyła 33 tys. mieszkańców i miała powierzchnię 2739 ha. Nieliczne lampy oliwne, nawet rewerberowe (z metalowym lustrem odblaskowym), nie mogły sprostać oświetleniu rozległego miasta, ich stan techniczny był opłakany, a wiele było nieczynnych. Mieszkańcy domagali się od Magistratu oświetlenia miasta, stawiając za przykład Warszawę, w której od 27 grudnia 1856 r. na ulicach świeciły lampy gazowe. Kwestia należytego oświetlenia łódzkich ulic była wielokrotnie poruszana na posiedzeniach Rady Miejskiej. W marcu 1864 r. zapadła uchwała w sprawie zastąpienia olejowych latarni rewerberowych oświetleniem gazowym. Pod budowę gazowni wyznaczono dwumorgowy (1,12 ha) plac miejski przy ul. Targowej – położony blisko fabryk i parceli przeznaczonej na dworzec kolejowy, a w Dzienniku Warszawskim ogłoszono konkurs na zainstalowanie w Łodzi oświetlenia gazowego. Zgłosiło się kilka firm. Najkorzystniejsze warunki przedstawiło londyńskie towarzystwo William Cartwright Holmes et Co, i z tą firmą władze miejskie Łodzi, reprezentowane przez Edmunda Pohlensa podpisały 25 czerwca 1867 r. kontrakt na budowę gazowni.

### Budowa oświetlenia miejskiego
W. C. Holmes zobowiązało się wybudować gazownię, dostarczać gaz do oświetlania ulic, placów, gmachów i domów prywatnych w cenie 3 ruble za tysiąc angielskich stóp kubicznych (10,5 kopiejki za 1 m³). Miasto przekazało owe dwa wolne place i udzieliło spółce koncesji na oświetlanie miasta przez lat 40. Po tym czasie gazownia wraz z siecią rur miała przejść bezpłatnie na własność miasta. Miasto otrzymało gaz po raz pierwszy 25 czerwca 1869 r. ulice zaś zostały oświetlone 13 lipca 1869 r.

### Zmiany własności
Wkrótce w Hamburgu powstało „Łódzkie Towarzystwo Gazowe”, któremu firma londyńska sprzedała swą koncesję i przedsiębiorstwo gazowe w Łodzi za 278 000 rubli. Łódzkie Towarzystwo Gazowe było spółką akcyjną o kapitale początkowo 300 000 rubli; do roku 1882 było 600 akcji, a od tego czasu 900 akcji 500-rublowych. Najwięcej akcji posiadał Stanisław Leopold Kronenberg z Warszawy, który pełnił funkcję stałego przewodniczącego Rady Zarządzającej. Pozostali najwięksi akcjonariusze zmieniali się w Radzie. Do pierwszych członków Rady, oprócz Kronenberga należało po dwóch kapitalistów: z Warszawy Adolf Libas i Ludwik Starkmann, z Łodzi Zygmunt Jarociński i Salomon Seidemann, z Hamburga B. W. Thurston i Adolf Eichelorth. Dyrektorem został inż. Henryk Röver. 26 czerwca 1909 roku Łódzkie Towarzystwo Gazowe, po 40 latach, odstąpiło gazownię Magistratowi m. Łodzi, po czym magistrat wydzierżawił ją tymczasowo Konsorcjum Dzierżawców. 14 kwietnia 1920 r. przeszła pod bezpośredni zarząd miasta.

### Funkcjonowanie miejskiego oświetlenia
Zgodnie z kontraktem ustawiono na ulicach Łodzi 200 latarń, z czego przy ul. Piotrkowskiej – 89, na Nowym Rynku (ob. Plac Wolności) – 8, przy ul. Wschodniej – 4, przy ul. Widzewskiej (ob. Kilińskiego) – 6; na północ od Nowego Rynku ustawiono 51 latarń. Z przecznic ul. Piotrkowskiej tylko dwie otrzymały oświetlenie gazowe: ulica Dzielna (ob. ul. G. Narutowicza) – 14, i ulica Główna (ob. marsz. Józefa Piłsudskiego) – 28 latarń. Oświetlono więc gazem przede wszystkim te ulice, które posiadały gęstą zabudowę lub prowadziły do ważniejszych instytucji jak dworzec kolejowy, poczta, teatr. Latarnie stały na żelaznych słupach pomalowanych na kolor brązowy. Opłaty za oświetlenie ulic pobierano od właścicieli domów. Wszelkie wydatki na gazownię i utrzymywanie latarń ulicznych należały przez niemal dwadzieścia lat do obowiązków mieszkańców oświetlanych ulic, ale od 1897 r. gdy w Łodzi ustanowiono szacunkowy podatek od nieruchomości, wydatkami tymi obciążano kasę miejską.
Latarnie gazowe przy ul. Piotrkowskiej zabłysły po raz pierwszy 13 lipca 1869 r. o godzinie 21.30. Przez kilka pierwszych godzin latarnie paliły się światłem przyćmionym i dopiero około godziny 2 zapaliły się jasnym płomieniem. Na Piotrkowskiej odległości pomiędzy kolejnymi latarniami wynosiły około 85 metrów z wyjątkiem 17 latarń na odcinku od ulicy Pustej (obecnie S. Wigury) do budynku bankowego przy Górnym Rynku (obecnie plac Władysława S. Reymonta), które stały w odległościach podwójnych 170 metrów, gdyż na tym odcinku Piotrkowskiej było niewiele domów i panował mniejszy ruch. W letnich miesiącach latarnie gazowe oświetlały ulice krócej, np. w lipcu od 21.10 do 0.45 zaś w zimowych dłużej, np. w grudniu od 18.00 do 2.00. Tylko latarnie na skrzyżowaniach Piotrkowskiej z jej przecznicami paliły się do świtu.

### Protesty
Nazajutrz po włączeniu oświetlenia gazowego zaczęły się protesty mieszkańców tych ulic, na których nie umieszczono latarń. Mówiono, że zostały one rozdzielone niesprawiedliwie, że ulica Główna, „przy której mieszkają tylko biedni rzemieślnicy” ma aż 28 latarń, a na ulicach Południowej (ob. Rewolucji 1905 r.) i Cegielnianej (ob. S. Jaracza), gdzie właściciele placów zaczynają stawiać piętrowe murowane domy, nie ma ani jednej.

### Rozbudowa sieci
W latach 1870–1871 zaczęto umieszczać latarnie na innych przecznicach Piotrkowskiej. Po dwie latarnie otrzymały ulice: Południowa, Zawadzka (ob. Adama Próchnika), Cegielniana, Krótka (ob. Romualda Traugutta) i Nawrot. Z ulicy Głównej przeniesiono 8 latarń – ustawiono 6 przy ulicy Przejazd (ob. Juliana Tuwima), a 2 przy ulicy Emilii (ob. bpa W. Tymienieckiego). Ulica Andrzeja (ob. Andrzeja Struga), wówczas krótka i zabudowana małymi drewnianymi domkami, otrzymała tylko 1 latarnię. Prawie każdego roku zwiększała się liczba latarń gazowych, i w 1886 roku było ich 467. Wtedy też stwierdzono, że latarnie przy ulicach: Piotrkowskiej, Nowomiejskiej i Dzielnej są od siebie zanadto oddalone i nie oświetlają odpowiednio ulic, wyróżniających się największym nasileniem ruchu. Postanowiono więc umieścić na Piotrkowskiej dodatkowo 35 latarń. W 1891 r. były w Łodzi 643 uliczne latarnie gazowe i 10 kandelabrów o 3 latarniach (na placach oraz przed kościołami trzech wyznań chrześcijańskich). Piotrkowska od początku była ulicą wyjątkową, a jej fronty były elitarne – tutaj można było wynająć kilkupokojowe apartamenty. Na początku lat 80. XIX wieku właściciele kamienic oferowali mieszkania „ze wszystkimi wygodami, z przewodami gazowymi, wodnymi, zlewami, klozetami i łazienkami”.

### Zyski
Zysk gazowni w pierwszych latach był od 1 do 6% kapitału. Od roku 1877 zysk wzrastał: w ciągu roku wynosił od 10 do 52%. W ciągu 40 lat koncesji czysty zysk wyniósł dziesięciokrotną wartość kapitału. Po przeznaczeniu części zysku na akumulację, dywidenda wypłacana akcjonariuszom sięgała siedmiokrotnej wartości akcji. Przykładowo: za tonę węgla płacono 10 rubli, a otrzymywano z niej 280 m³ gazu po 8,5 kopiejki, czyli 23,80 rubla i 0,83 tony koksu za 13,28 rubla, a zatem nie licząc wpływów ze sprzedaży smoły i produktów ubocznych otrzymywano około 37 rubli zysku.

### Zatrudnienie
Czas pracy robotników gazowni wynosił 12 godzin na dobę, z przerwą na posiłek, a produkcja 24 godziny, pracowano więc na dwie zmiany. Zarobki pracowników były wyższe od zarobków w innych przedsiębiorstwach, co skutkowało małą rotacją zatrudnienia. Warunki socjalne były złe, gazownia nie miała własnych domów robotniczych. W gazowni nie było nawet zakładowej łaźni. Lepsze warunki materialne posiadali pracownicy umysłowi. Dla nich istniała kasa, w rodzaju emerytalnej, oraz wyższe gratyfikacje roczne. W latach 1892–1902 i 1905–1907 powstała dwuklasowa szkoła dla dzieci pracowników gazowni. Mieściła się ona w budynku przy zbiegu ulic Targowej i Przejazd, a działała do 1920 r.

### Prywatne gazownie przedsiębiorców
W latach 80. XIX w. więksi fabrykanci łódzcy zaczęli wprowadzać oświetlenie gazowe w swych przedsiębiorstwach, Karol Wilhelm Scheibler posiadał już wówczas własną gazownią dla oświetlenia fabryki na Księżym Młynie. Natomiast jego syn, Karol Wilhelm Scheibler II zbudował w 1887 r. jeszcze 2 gazownie: w tkalni bawełnianej „Centrala” przy Wodnym Rynku (obecny Plac Zwycięstwa) i na terenie tzw. Bielnika Kopischa przy ul. św. Emilii (dziś bpa W. Tymienieckiego). Własną gazownię miał od 1883 r. Izrael Poznański w fabryce bawełnianej przy ul. Ogrodowej 17. W Pabianicach przy zakładach Krusche i Ender od 1889 r.

### Nielegalny pobór gazu
Pomimo wprowadzenia oświetlenia elektrycznego w roku 1886 (również w zakładach bawełnianych Karola W. Scheiblera) zdecydowaną przewagę miało oświetlenie gazowe. Inne fabryki korzystały z gazu miejskiego. Łódzkie Towarzystwo Gazowe posiadało wyłączne prawo układania rur gazowych w Łodzi, lecz niektórzy fabrykanci wcale się z tym nie liczyli. W 1886 r. Izrael Poznański przeprowadził bezprawnie rurę gazową przy ulicy Ogrodowej i włączył ją do sieci gazowni, aby nielegalnie czerpać gaz do oświetlenia fabryki i własnych pomieszczeń, chociaż na terenie swojej fabryki wybudował gazownię dla oświetlenia. Zaprojektował tę gazownię w 1883 r. prawdopodobnie Hilary Majewski. Także Aleksander Skrudziński założył w swojej fabryce przy ulicy Piotrkowskiej 214 nielegalnie rury gazowe i z tego powodu procesowało się z nim Łódzkie Towarzystwo Gazowe.

### Niektóre obiekty
W hotelach jeszcze w latach 70. XIX w. używano świec. Teatr „Thalia” posiadał w połowie lat 80. XIX w. oświetlenie gazowe, naftowe i świecowe. Podobnie hotel i teatr polski „Victoria” – Piotrkowska 67 oświetlane były lampami gazowymi i latarniami ze świecami. Fabrykant Ludwik Meyer oświetlał gazem swoją luksusową willę w tzw. Pasażu Meyera (obecnie ulica S. Moniuszki) w pobliżu narożnika z ulicą Mikołajewską (dawna Dzika, obecnie H. Sienkiewicza). W 1905 r. wszystkie domy przy tej ulicy miały już innych właścicieli, sam „Pasaż Meyera” został przekazany miastu dla „publicznego użytku”. Odtąd „moszczenie, oświetlenie i ogólne utrzymanie” należało do obowiązków władz miejskich. W 1906 r. wskutek interwencji właścicieli domów, władze miejskie wystawiły na tej ulicy 8 gazowych latarń oraz 2 przy ul. Mikołajewskiej w pobliżu Pasażu. Na Piotrkowskiej przybyło w 1892 r. 29 lamp gazowych, a w 1904 r. było ich tutaj 198, zaś w całej Łodzi 1907. Były to lampy jedno- i dwupłomieniowe (przy ul. Piotrkowskiej wyłącznie dwupłomieniowe).

### W polskich rękach
W 1909 roku świeciło w Łodzi 2313 latarni gazowych. W czerwcu tegoż roku gazownia przeszła z rąk niemieckiego towarzystwa na własność Magistratu m. Łodzi, zaś od Magistratu na zasadzie umowy rejentalnej przyjęło ją w anonimową dzierżawę 26 czerwca 1909 r. Konsorcjum Dzierżawców Gazowni Miejskiej w Łodzi, stanowiące spółką akcyjną obywateli łódzkich. Do przedsiębiorstwa wprowadzono język i zwyczaje polskie. Dotychczas bowiem wszelka korespondencja i dokumenty wewnętrzne pisane były w języku niemieckim, posługiwano się językiem niemieckim również w stosunku do robotników, dokumenty urzędowe zaś sporządzano w języku rosyjskim.
W administracji przedsiębiorstwa Polacy należeli do wyjątków. Inżynier, majster, inspektorzy instalacji, biuraliści i inkasenci z reguły byli Niemcami. Natomiast wśród stałych robotników przeszło 2/3 stanowili Polacy. 13 marca 1912 r. powołano Kasę Przezorności dla urzędników Konsorcjum. Do kasy należeli obowiązkowo czynni urzędnicy, z wyjątkiem nauczycieli i personelu lekarskiego. Pracownicy fizyczni nie mieli prawa udziału w Kasie. Nowy zarząd z dyrektorem inż. Czesławem Świerczewskim rozbudował gazownię, wybudowano także gazociąg do odległej dzielnicy Polesie, gdzie budowano z funduszy miejskich duże osiedle domów komunalnych i zbudowano tam zbiornik o pojemności 7000 metrów sześciennych.

### Dwudziestolecie międzywojenne
I wojna światowa wprowadziła duże zakłócenia w działalności gazowni, produkcja spadła i wysokość przedwojennej produkcji osiągnięto dopiero w roku 1922. 13 kwietnia 1920 r. skończył się okres rządów akcjonariuszy. Gazownię przejął Zarząd Miejski m. Łodzi, nadzór z ramienia Zarządu Miasta sprawowała stała Rada Nadzorcza. Dyrektorem gazowni został inż. Julian Nelkenbaun. Na stanowisku inspektora Wydziału Sieci Rur Gazowych zatrudniony został Władysław Sikorski. Miasto płaciło gazowni normalne ceny za pobierane wyroby i za gaz do celów komunalnych, przede wszystkim do oświetlania ulic. Gazownia corocznie wpłacała miastu 150 000 złotych z zysku.
W związku ze zwiększeniem zapotrzebowania gazu, na przełomie lat 1922/1923 rozbudowano tzw. gazownię wodną, dzięki czemu zdolność produkcji wzrosła z 11 000 do 25 000 m³ gazu na dobę. Od 1924 r. rozpoczęto redukcję liczby pracowników – początkowo było ich 450, a w roku 1929 już tylko 280. W wyniku zwolnień średnia cena gazu spadła z 41 na 32 groszy za m³, a przeciętna roczna płaca pracownika wzrosła z 2680 zł w roku 1924 do 5800 zł w roku 1930, po czym jednak spadła do kwoty 4500 zł w 1936 r. Nadal jednak płace pracowników gazowni były znacznie wyższe od pracowników innych przedsiębiorstw i tak np. porównując miesięczne płace włókienników i gazowników, wynosiły one odpowiednio: w roku 1924 – 163 zł i 223 zł, w roku 1926 – 199 zł i 295 zł, a w roku 1928 – 227 zł i 443 zł.

### Marketing
Dużą wagę przywiązywano do pozyskania nowych odbiorców gazu i użytkowania go nie tylko do oświetlania. W 1926 r. gazownia miejska prowadziła sklep przy Piotrkowskiej 40. Sklep ten wielokrotnie reklamował się w prasie i wydawnictwach periodycznych, np. w „Księdze Jubileuszowej Łódzkiej Straży Pożarnej 1876-1926” oferując „sprzedaż wszelkiego rodzaju przyborów do gazu” oraz prezentując „pokazy gotowania, pieczenia, prasowania itd na gazie”. Wcześniej również istniały takie sklepy, jak np. w domu Schweikerta przy ul. Piotrkowskiej 56, w którym odbywała się „sprzedaż różnych narzędzi gazowych kuchennych oraz demonstrowane były na miejscu sposoby stosowania gazu do kuchni”. Podobne sklepy działały także przy ul. Wodnej 3 i Nowomiejskiej 13.
Szczególną formą reklamy było dostarczenie przez gazownię gazu do balonu o objętości 25 tysięcy stóp sześciennych, którym dwaj aeronauci wznieśli się w powietrze w Parku Helenowskim. Jeden z nich z wysokości 1 km opuścił balon na spadochronie, a drugi wzniósł się na wysokość 3,6 km i poszybował, lądując po 21 godzinach w Rawie Mazowieckiej. Także w celach reklamowych na Wystawie Rzemieślniczo-Przemysłowej w Łodzi w 1912 r. na stoisku gazowni pokazywano wszelkie sposoby wykorzystania gazu, a na zewnątrz oświetlono figurę robotnika dwiema lampami gazowymi o natężeniu 4000 świec każda. Chwalono przy tym w prasie, że „kolory kwiatów, trawy i liści u drzew wychodzą zupełnie niezmiennie”.

### Konkurencja z elektrycznością
Gazownia musiała też propagować inne wykorzystanie gazu, bowiem zmniejszała się znacznie ilość gazu zużywanego do oświetlania. Od 1908 r. w Łodzi istniała możliwość powszechnego instalowania oświetlenia elektrycznego. We wrześniu 1907 r. rozpoczęła pracę elektrownia przy ul. Targowej 1, a i wcześniej (od 1887 r.) instalowano np. w Pasażu Meyera i Grand Hotelu „dynamo-elektryczne maszyny z motorem gazowym”. Początkowo jednak około 90% energii wytwarzanej przez łódzką elektrownię służyło do napędu silników, a tylko 10% do oświetlenia. Pierwsze 4 publiczne latarnie elektryczne pojawiły się w 1908 r. na Rynku Nowego Miasta, następnie na Piotrkowskiej od Nowego Rynku do ulicy Głównej.
Na przeszkodzie w instalowaniu elektrycznego oświetlenia ulic i placów stała koncesja gwarantująca Łódzkiej Gazowni wyłączność oświetlania ulic i placów publicznych (termin koncesji upływał dopiero w roku 1908). W 1909 r. było w Łodzi 96 latarń elektrycznych, a w 1914 – 163. Gazowe i elektryczne oświetlenie na ogół nie docierało do prywatnych mieszkań (prócz luksusowych domów czynszowych i pałaców fabrykanckich). Wyjątkiem były również domy wybudowane w XX w. przez gazownię i zamieszkane przez jej pracowników, np. przy ulicy Nowomiejskiej, gdzie jeszcze w II połowie XX wieku sprawne były lampy gazowe do oświetlania mieszkań.
W 1912 r. przy ul. Piotrkowskiej stało 77 jeszcze lamp gazowych na odcinku od ul. Głównej do Górnego Rynku. Ulice Cegielniana i Dzielna miały już oświetlenie elektryczne, ale pozostałe przecznice Piotrkowskiej jeszcze gazowe. Na budynku Magistratu iluminacyjne inicjały gazowe imion carskich zastąpiono elektrycznymi dopiero na kilka miesięcy przed wybuchem I wojny światowej. Na niektórych budynkach zainstalowane były w celach iluminacji „gwiazdy gazowe”. Mniej lub bardziej czytelne fragmenty takich iluminacji gazowych zobaczyć można na frontonach kilku budynków w Łodzi np. ul. Piotrkowska róg Radwańskiej, ul. Nowomiejska, ul. Pomorska. W 1913 r. na ulicach Łodzi paliły się 163 latarnie elektryczne, rozmieszczone głównie w śródmieściu. Przeważająca część miasta, jeśli była w ogóle oświetlana, nadal była oświetlana gazem. W tym samym roku gazownia wyprodukowała niemal 10 milionów m³ gazu z czego sprzedała ponad 9 milionów m³ uzyskując dochód 750 000 rubli. Na oświetlenie ulic i placów zużyto prawie 2 miliony m³ gazu.

### Statystyka
Dokładne dane statystyczne działalności gazowni istnieją dopiero z okresu międzywojennego, i tak np. produkcja gazu w latach 1920–1929 wahała się od 7,25 miliona do 11,25 miliona metrów sześciennych, a dochód ze sprzedaży gazu wynosił w latach 1924–1929 ponad 2 miliony zł rocznie. W roku 1929 długość przewodów gazowych wynosiła 134 km, z siecią gazową połączonych było 2000 nieruchomości, zużycie gazu mierzyło 14 000 gazomierzy. Zysk gazowni wynosił 196 000 zł, dochody eksploatacyjne 4 miliony złotych zaś wydatki eksploatacyjne 3,75 miliona złotych. Podobne liczby w roku 1934: 152 km przewodów, 2225 nieruchomości z doprowadzonym gazem, 13 146 gazomierzy, produkcja 9 milionów m³, na oświetlenie ulic sprzedano prawie 2 miliony m³, latarń gazowych było 2181, z tego jednopłomieniowych (Auera) 107, dwupłomieniowych (Graetza) – 257, trójpłomieniowych 1388, pozostałe ponad 420 to latarnie gazowe z większą liczbą płomieni. W tym samym czasie było prawie 5 tysięcy lamp elektrycznych o ogólnej mocy ponad milion watów (1 MW). W 1935 r. taryfa za 1 m³ gazu: do użytku domowego 32 grosze, do oświetlenia 35 groszy, dla przemysłu 27 groszy. Dla porównania ceny artykułów żywnościowych: 1 kg chleba 23 grosze, cielęciny 1,34 zł, ziemniaków 70 groszy, cukru 1,25 zł; dzienny koszt utrzymania rodziny czteroosobowej to 4,80 zł.
Przed wojną przy łódzkiej gazowni działało jedyne w kraju laboratorium analiz i badań związanych z fabrykacją gazu świetlnego. Placówka ta utworzona została z inicjatywy i staraniem inżyniera Czesława Świerczewskiego, dyrektora gazowni w latach 1909–1920, kierowana zaś była przez inż. Aleksandra Eckerkunsta. Laboratorium spełniało zadania praktyczne i naukowe, badało m.in. wartości opałowe gazu.

### II wojna światowa
W czasie okupacji hitlerowskiej zmieniły się warunki pracy, a także skład pracowników, panował terror wobec Polaków, wielu z robotników wysłano do obozów koncentracyjnych. Szereg urządzeń zdemontowano i wywieziono pod koniec 1944 r. do Niemiec.

### Okres powojenny
Po wyzwoleniu Łodzi, 19 stycznia 1945 r. gazownicy wyszukiwali, zwozili i montowali wywiezione przez hitlerowskiego okupanta urządzenia. Szybko też uruchomiono gazownię, organizowano dostawy węgla, transport, stołówkę. Pracownicy gazowni odbudowali zniszczony przez hitlerowców Grób Nieznanego Żołnierza na placu przed Katedrą i 11 listopada 1945 r. uroczyście zapalili na nim znicz (również inicjatywie pracowników gazowni przed wojną mieszkańcy miasta zawdzięczają istnienie Grobu Nieznanego Żołnierza w tym samym miejscu i zapalenie 20 czerwca 1925 r. symbolicznego znicza w specjalnej urnie wzniesionej nad płytą „Nieznanego Żołnierza”).
W okresie powojennym gazownia została rozbudowana i zmodernizowana, wprowadzono nowe technologie wytwarzania gazu generatorowego, nowy system rozdziału gazu, zamknięty obieg wodny, całkowitą mechanizację załadunku i wyładunku komór gazowych. W latach 1945–1968 zatrudnienie w gazowni wzrosło o 42% z 298 osób do 423, sieć gazowa z 188 do 496 km, produkcja gazu z 10 do 110 milionów m³, a jedenastokrotnie liczba mieszkańców korzystających z gazu, do 620 tysięcy osób. W 1950 r. na podstawie Zarządzenia Ministra Administracji Publicznej większe gazownie zostały upaństwowione, połączone w Okręgowe Zakłady Gazownictwa i podporządkowane centralnemu Zarządowi Gazownictwa podległemu Ministrowi Górnictwa. Gazownia Łódzka od 25 kwietnia 1950 r. została włączona do Zakładów Gazownictwa Okręgu Warszawskiego, następnie wyodrębniona w Zakłady Gazownictwa Okręgu Łódzkiego, a obecnie od wielu lat podlega Mazowieckiemu Okręgowemu Zakładowi Gazownictwa w Warszawie. Pracownicy gazowni korzystają z „Karty Górnika”.

### Likwidacja oświetlenia gazowego
W 1964 r. zlikwidowano gazowe oświetlenie ulic i placów miasta, oświetlały je już tylko lampy elektryczne, głównie żarowe, choć także lampy sodowe. Tym samym zniknął ostatecznie zawód latarnika, który rano i wieczorem chodząc z drabiną po przydzielonych sobie ulicach i wieczorami zapalał latarnie a rano je gasił (właściwie latarnie paliły się cały czas a latarnik wieczorem tylko zwiększał dopływ gazu, a rano zmniejszał do minimum).

### Koniec działalności gazowni – budowa sieci gazu ziemnego
W 1970 r. uruchomiono pierwsze dostawy gazu ziemnego w regionie łódzkim. Rok 1976 to zaprzestanie produkcji gazu miejskiego w gazowni łódzkiej, z jednoczesnym utrzymaniem dostaw gazu koksowniczego i przechodzeniem na dostawy gazu ziemnego. Od tej pory Zakład Gazowniczy Łódź zajmuje się głównie eksploatacją systemu przesyłowego gazu oraz sieci rozdzielczej wraz z przyłączami do budynków, rozprowadzaniem i sprzedażą gazu przewodowego do odbiorców przemysłowych i komunalno-bytowych. W latach 1968–1988 długość sieci gazowej wzrosła z 500 do 1930 km, odbiorców gazu ze 150 tysięcy do 375 tysięcy, a sprzedaż gazu ze 110 milionów m³ do 284 milionów m³, przeciętne zatrudnienie z 423 do 630 pracowników. Załoga Gazowni Łódzkiej jest stabilna, około 60% to pracownicy z wieloletnim stażem, niejednokrotnie dochodzącym do 35 lat pracy w gazownictwie.

### Czasy współczesne
Wieloletnie prace polegające na przestawieniu urządzeń z gazu koksowniczego na ziemny w Łodzi zakończone zostały w grudniu 1986 r. Zmiana gazu dostarczanego odbiorcom z miejskiego na ziemny spowodowała konieczność przebudowy najstarszej sieci żeliwnej w Łodzi o długości ponad 100 km. W 1995 r. sieć gazowa w Łodzi liczyła 922 km, przyłączonych było 277 000 odbiorców, zużycie gazu sieciowego wynosiło 825 m³ na odbiorcę, korzystało 87% ludności (z wodociągu 99%, a z kanalizacji 94%).
Przed kilkoma laty gazownicy zrekonstruowali latarnię gazową na ścianie budynku gazowni.